# Вадуцький замок
Вадуцький замок (нім. Schloss Vaduz) — замок у Ліхтенштейні, офіційна резиденція князя, що отримав назву від міста Вадуц, на пагорбі, над яким він розташований.

## Історія
Замок був збудований найімовірніше графами Верденберг-Зарганс, принаймні його перша згадка трапляється в документі, що підтверджує перехід власності на замок від графа Рудольфа фон Верденберг-Зарганс до Ульріха фон Матш. Донжон замку, датований XII століттям, і споруди в його східній частині вважаються старішими. Донжон стоїть на фундаменті площею 12 на 13 метрів із товщиною стін 4 метри на рівні ґрунту. Зведення каплиці замку, що присвячена Святій Анні, також традиційно належить до Середньовіччя, хоча вона й має пізньоготичний основний вівтар. 1499 року під час Швабської війни замок був зруйнований швейцарськими військами. В період правління графа Каспара фон Хохенемса (1613–1640) була збільшена західна частина замку.
Сім'я Ліхтенштейн отримала замок у свою власність після придбання графства Вадуц 1712 року. 1719 року імператор Карл VI об'єднав із останнім придбанням Ліхтенштейнами 1699 року володіння Шелленберг, заснувавши Князівство Ліхтенштейн.
У період правління князя Йоганна II з 1905 по 1920 роки в замку зроблена значна реконструкція, при князі Францу Йосифу II на початку 1930-х років він також був суттєво збільшений. З 1938 року замок виступає як основна резиденція княжої сім'ї та закритий для загального доступу.

## День країни
15 серпня в Вадуцькому замку відбувається святкування Дня країни. Відзначення розпочинається з урочистої меси, яку править єпископ Вольфганг Гаас після виступу князя і голови парламенту. Як правило, після офіційної церемонії князівська родина запрошує громадськість до саду замку. Святкування завершується салютом і феєрверками. На стіні замку вогняними літерами виводяться слова: Бог, Князь і Вітчизна.

## Галерея

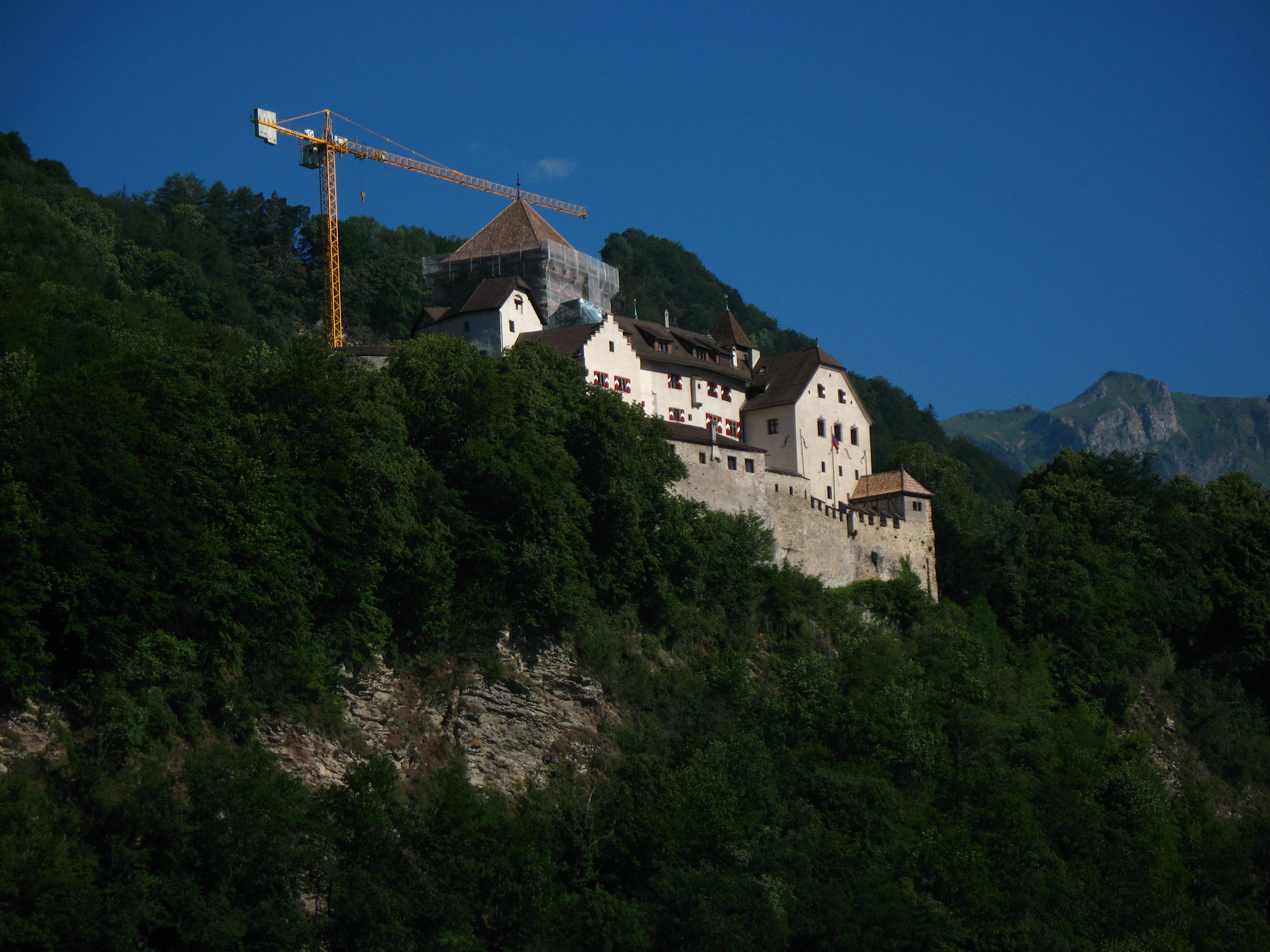
Роботи з реконструкції вежі замку.
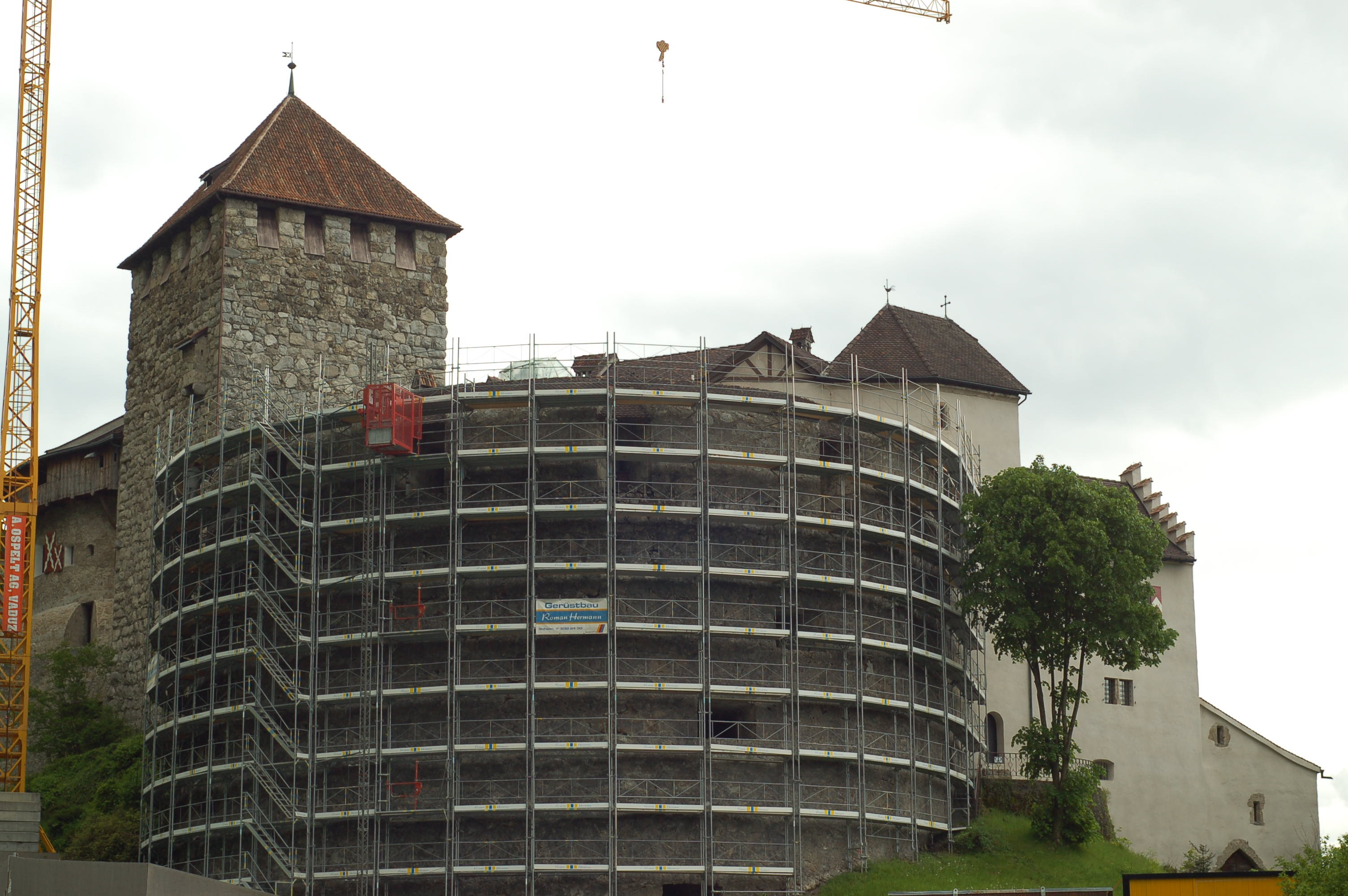
Замок Вадуц у Ліхтенштейні, 13 червня 2009 року
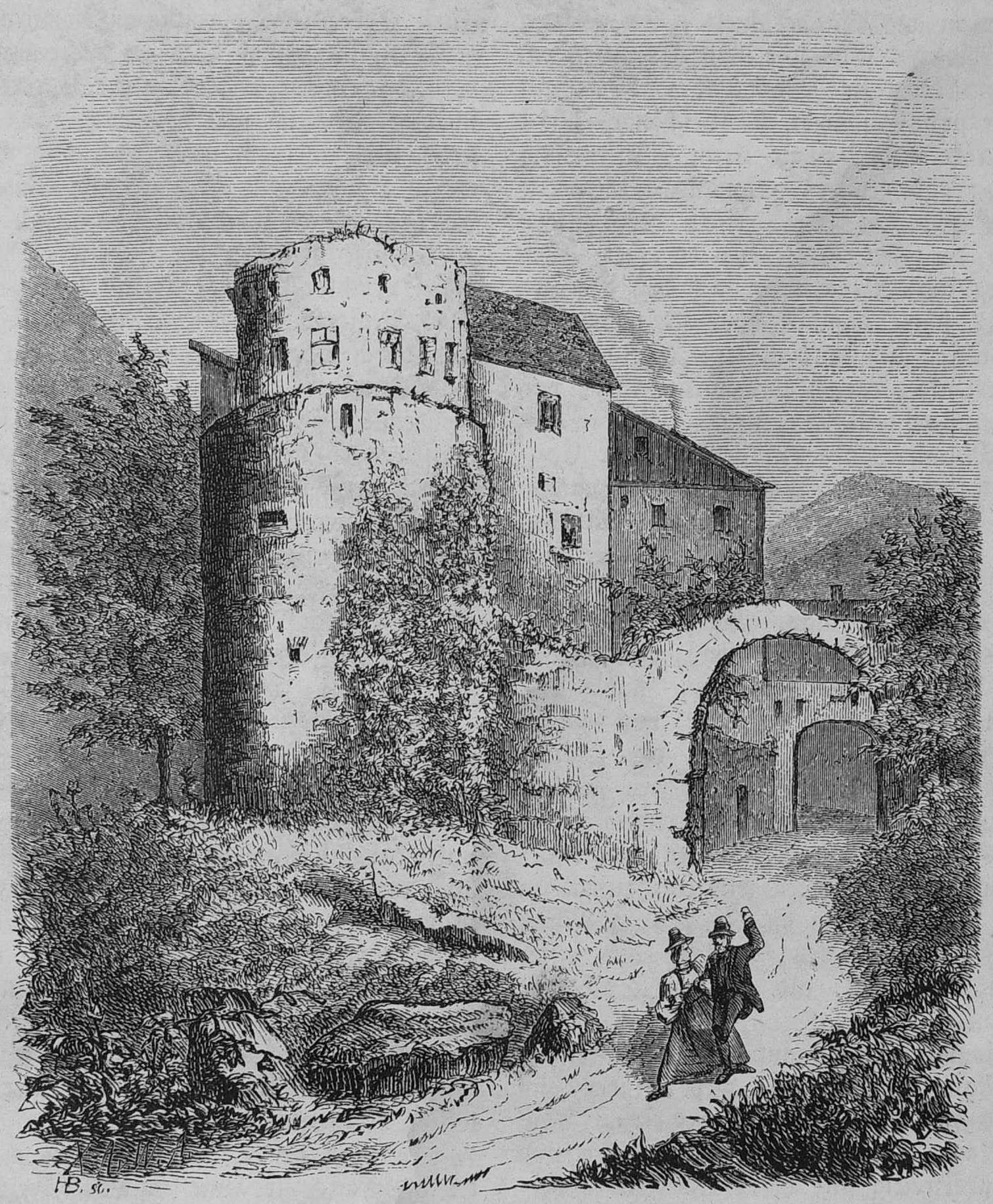
1866 рік
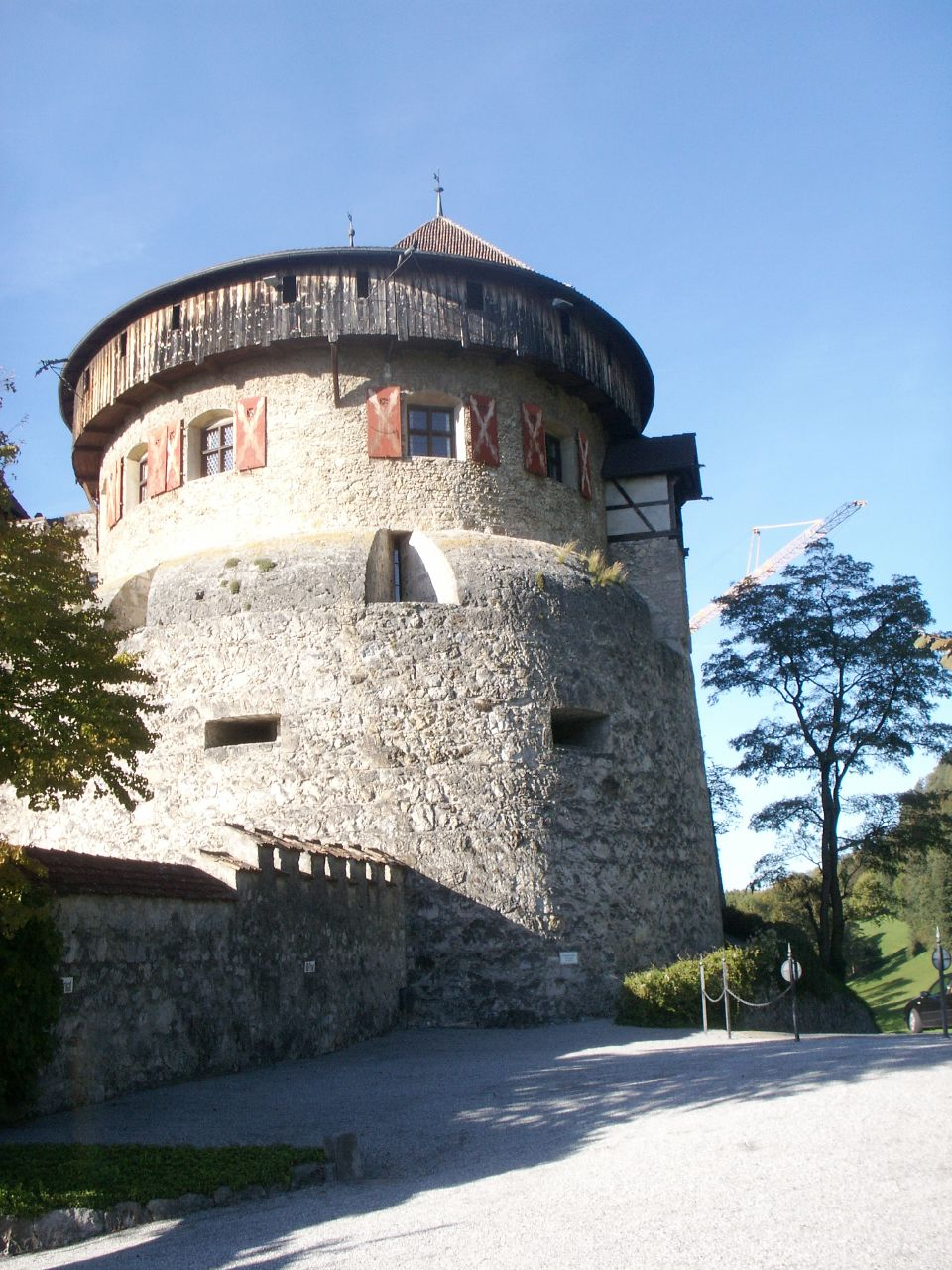
Замок Вадуц.
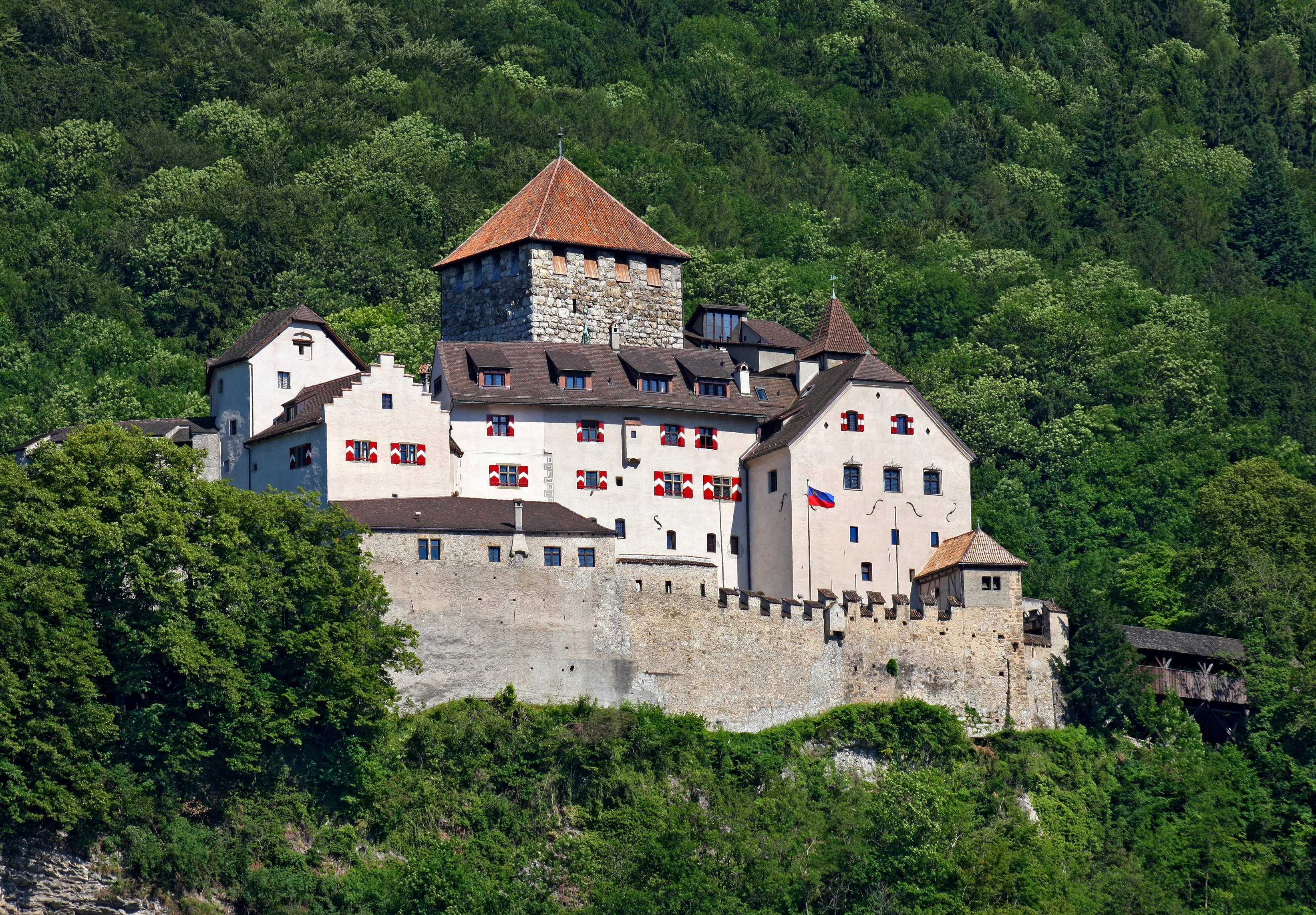
Замок Вадуц 13 червня 2009 року
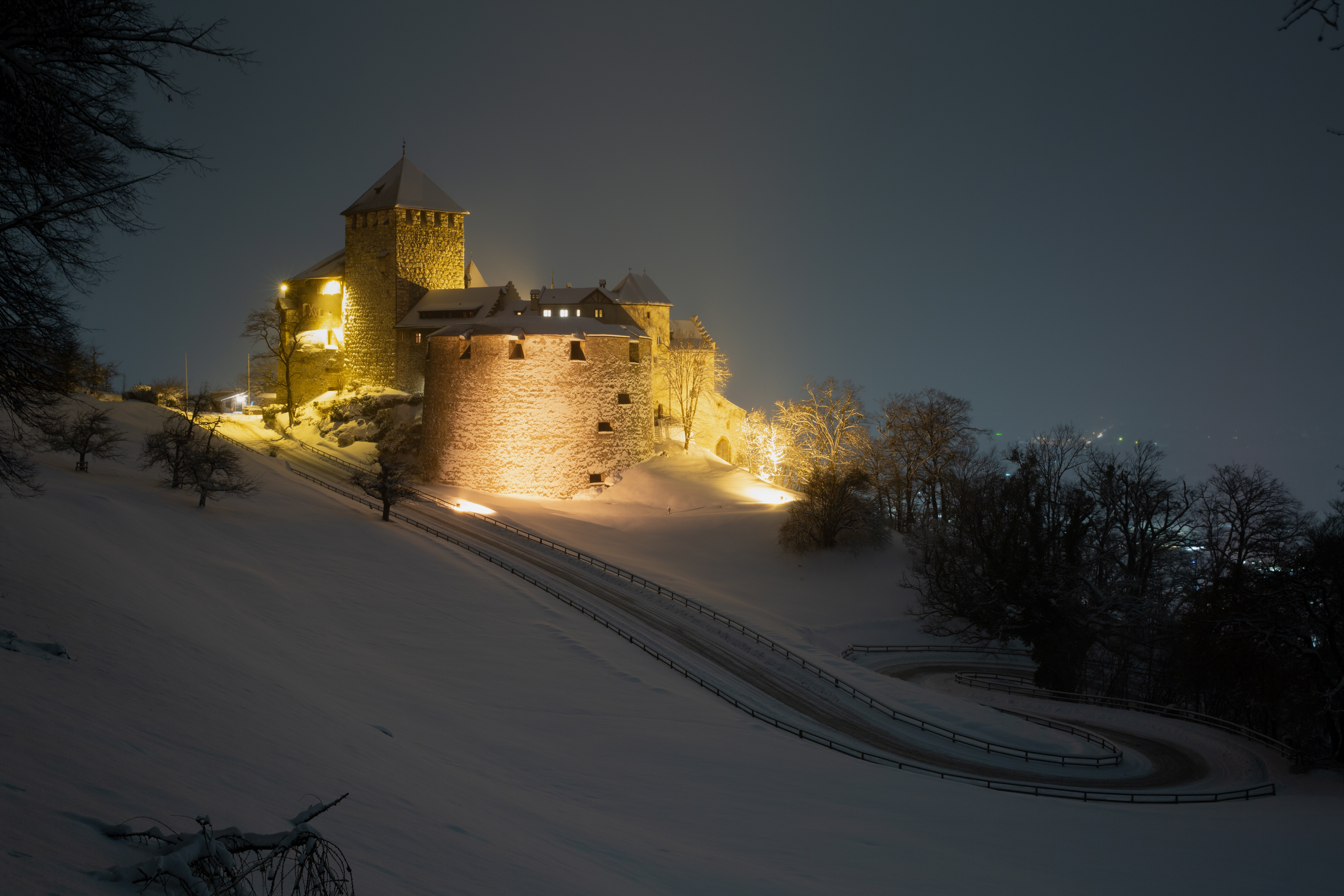
Замок взимку 2021 року